# مال من (ترانه آلیس گلس)
«مال من» (به انگلیسی: Mine) ترانه‌ای از خواننده-ترانه‌پرداز کانادایی آلیس گلس می‌باشد که در ۱۵ ژوئن سال ۲۰۱۸ از سوی لوما ویستا منتشر گردید. ترانه به‌نویسندگی گلس، ژوپیتر کیز، مت رید و تهیه‌کنندگی کیز و رید می‌باشد.